# Earl Swope
Earl Bowman Swope (* 4. August 1922 in Hagerstown (Maryland); † 3. Januar 1968 in Washington, D.C.) war ein US-amerikanischer Jazz-Posaunist.
Er spielte 1942 bei Sonny Dunham, 1943/44 bei Boyd Raeburn, bei Georgie Auld und Don Lamond (1945). 1946/47  war er bei Buddy Rich, 1947 bis 1949 bei Woody Herman and His Orchestra in dessen Second Herd (er war dort Solist mit Bill Harris) und nahm in kleinen Gruppen mit Stan Getz und Serge Chaloff auf. In den 1950er-Jahren war er 1950/51 bei Elliot Lawrence, arbeitete als Freelancer in Washington D.C. und New York, war 1957 in der Bigband von Jimmy Dorsey, bei Lee Castle, ab 1959 bei Louie Bellson. In den 1960er-Jahren spielte er lokal in Washington D.C.
Er nahm unter anderem mit Boyd Raeburn, Woody Herman, Lennie Tristano (1945, Lost Session von Swope), Charlie Parker (Washington Concerts 1948 und 1952/53), Willis Conover (Willis Conover's House of Sounds: Presents THE Orchestra, 1953), Sonny Berman, Louis Bellson, Bill Potts (Lester Young in Washington D.C., 1956 mit dem Bill Potts Trio), Dizzy Gillespie (1955, One Night in Washington) und Charlie Byrd (1962) auf.
Swope war durch Lester Young beeinflusst und griff den Bebop unabhängig von J. J. Johnson auf (und war einer der wenigen Posaunisten, die damals einen unabhängigen Stil von J. J. Johnson behaupteten) und galt als Virtuose auf seinem Instrument, in einem sehr individuellen weichen, rollenden, entspanntem Südstaaten-Stil in der Meinung von Al Cohn, der mit ihm bei Herman spielte. Er galt als Musiker aus dem Jazz-Umkreis von Washington D.C.
Er war der Bruder des Jazz-Posaunisten Rob Swope (1926–1967), mit dem er auch viel zusammenspielte.

## Lexikalischer Eintrag
- Carlo Bohländer, Karl Heinz Holler, Christian Pfarr: Reclams Jazzführer. 3., neubearbeitete und erweiterte Auflage. Reclam, Stuttgart 1989, ISBN 3-15-010355-X.